# Kurt Agricola
Kurt Agricola (* 15. August 1889 in Döbeln; † 27. Dezember 1955 in Bad Godesberg) war ein deutscher Generalleutnant im Zweiten Weltkrieg.

## Leben

### Herkunft
Er war der Sohn von Rudolf Ernst Bernard Agricola und dessen Ehefrau Elisabeth Emilie Anna, geborene von Drenkmann. Sein Vater war Oberstleutnant der Sächsischen Armee, seine Mutter eine Tochter des preußischen Kammergerichtspräsidenten und Kronsyndikus Edwin von Drenkmann senior.

### Militärkarriere
Nach dem Besuch der Königlichen Gymnasien in Leipzig und Dresden trat Agricola am 1. April 1908 als Fahnenjunker in das 12. Infanterie-Regiment Nr. 177 der Sächsischen Armee ein und wurde dort am 19. August 1909 zum Leutnant befördert. Ab 1. Oktober 1911 fungierte er als Regimentsadjutant und Gerichtsoffizier. Vom 10. bis 29. November 1913 kommandierte man ihn kurzzeitig zur Ausbildung bei der Waffeninstandsetzung.
Mit Ausbruch des Ersten Weltkriegs und der Mobilmachung wurde Agricola Bataillonsadjutant in seinem Stammregiment. Mit diesem kam er dann im Verbund mit der 32. Division (3. Königlich Sächsische) an der Westfront zum Einsatz und kämpfte u. a. in der Schlacht an der Marne. Am 1. Dezember 1914 erfolgte seine Beförderung zum Oberleutnant und einen Monat später die Ernennung zum Regimentsadjutant. Während der Schlacht an der Somme konnte er sich mehrfach auszeichnen, wofür ihm am 31. Januar 1917 durch Friedrich August III. die höchste Auszeichnung des Königreich Sachsens, der Militär-St.-Heinrichs-Orden verliehen wurde. Bereits am 9. Januar 1917 hatte man Agricola zum Stab der 219. Infanterie-Division (10. Königlich Sächsische) versetzt und ihn im selben Monat am 27. zum Hauptmann befördert. Mit der gerade erst aufgestellten Division lag er in einem ruhigeren Abschnitt bei Domevre-Hameau d’Ancerviller in Lothringen. Bevor die Division nach Flandern verlegte, versetzte man Agricola am 25. Mai 1917 zum Generalkommando des XII. (I. Königlich Sächsisches) Armee-Korps. Von dort kommandierte man Agricola im Januar 1918 zu dem einen Monat andauernden 6. Generalstabskursus. Das Kriegsende erlebt er an der Westfront. Für sein Verhalten während des Krieges hatte man ihn mit beiden Klassen des Eisernen Kreuzes, dem Ritterkreuz II. Klasse des Sächsischen Verdienstordens mit Schwertern sowie mit dem Ritterkreuz I. Klasse des Albrechts-Ordens mit Schwertern ausgezeichnet.
Nach dem Waffenstillstand und der Rückführung in die Heimat erfolgte im Oktober 1919 seine Übernahme in die Reichswehr. Zunächst verwendet man ihn als Kompaniechef im Reichswehr-Infanterie-Regiment 24, dann in gleicher Funktion im  10. (Sächsisches) Infanterie-Regiment. Vom 1. Oktober 1921 war Agricola für drei Jahre im Stab der 4. Division in Dresden und wurde dann nach Berlin zum Stab des Gruppenkommandos 1 versetzt. Hier versah er bis zum 1. Oktober 1927 Dienst und trat dann wieder als Kompaniechef in seiner vorherigen Stellung an. Vom 11. Oktober bis 8. November 1927 absolvierte er einen Lehrgang für Schweres MG. Als Major (seit 1. Mai 1928) kehrte Agricola am 1. Februar 1930 zum Stab des Gruppenkommandos 1 zurück. Von dort folgte am 1. Oktober eine dreijährige Verwendung im Stab der 4. Division sowie seine zwischenzeitlichen Beförderungen zum Oberstleutnant am 1. April 1932 sowie zum Oberst am 1. Juli 1934. Als solcher kam Agricola für zwei Monate zum Wehrkreis-Kommando IV und wurde dann am 1. Dezember 1934 zum Kommandeur des Infanterie-Regiments Breslau ernannt. Er führte das Kommando über den Verband auch nach der Umbenennung zum Infanterie-Regiment 49 weiter. Am 12. Oktober 1937 folgte seine Ablösung und die gleichzeitige Übernahme als Kommandeur der Heeresdienststelle 3 in Oppeln. Nach seiner Beförderung zum Generalmajor am 1. Januar 1938 war Agricola zeitgleich auch bis zu seiner Verabschiedung auch Kommandant der Befestigungen bei Oppeln. Am 31. Januar 1939 schied Agricola unter Verleihung des Charakters als Generalleutnant aus dem aktiven Dienst.
Mit Beginn des Zweiten Weltkriegs wurde Agricola am 1. September 1939 zum Wehrdienst einberufen und als Kommandant von Oppeln verwendet. Diese Funktion hatte er bis zum 19. Dezember 1941 inne. Anschließend fungierte Agricola als Kommandant des rückwärtigen Armeegebietes, abgekürzt Korück, und Feldkommandant 580 der 2. Armee in der Sowjetunion. Agricola war für die Sicherung der Nachschubwege und die „Befriedung“ des besetzten Gebietes zuständig. Am 1. August 1943 wurde er zum Generalleutnant z.V. (zur Verfügung) ernannt. Für seinen Dienst als Korück erhielt er am 15. Dezember 1943 das Deutsche Kreuz in Gold. Zeitgleich war er auch vom 1. August bis 30. Oktober 1943 Gouverneur von Kursk. Am 18. April 1945 erfolgte seine Versetzung in die Führerreserve, ohne bis Kriegsende eine weitere Verwendung zu erhalten. Im Juni 1945 geriet Agricola in sowjetische Kriegsgefangenschaft, die er unter anderem in den Arbeitslagern Karaganda, Kasachstan and Workuta, Republik Komi verbrachte. Am 8. Oktober 1955 wurde er im Kriegsgefangenenlager 5110/48 Woikowo in Tschernzy, Oblast Iwanowo, aus der Haft entlassen.

### Familie
Kurt Agricola heiratete Martha Hahn. Ihre Eltern waren der beamtete Jurist Johannes Paul (Hans) Hahn und Rosa Maria Sobernheim, beide waren jüdischer Herkunft und in die evangelische Kirche eingetreten. Angehörige der Familie Hahn waren Großindustrielle und Wissenschaftler. Ihr Großvater Albert Hahn hatte die Hahn’schen Werke gegründet. Das bekannteste Familienmitglied ist ihr Vetter Kurt Hahn.
Das Ehepaar Agricola hatte zwei Söhne. Im Januar 1939 wurde Kurt Agricola wegen dieser Ehe aus der Wehrmacht entlassen und gezwungen sich scheiden zu lassen. Bei Kriegsbeginn September 1939 wurde er wieder zum Wehrdienst einberufen. Martha Agricola floh im Herbst 1940 durch die Sowjetunion über den Hafen Wladiwostok nach Brasilien. Dorthin waren schon weitere Mitglieder ihrer Familie entkommen, so ihr Bruder Albert Hahn, ehemals Landgerichtsrat in Berlin, mit seiner Ehefrau Angela Nernst, einer Tochter des Chemikers und Nobelpreisträgers Walther Nernst. Martha Agricola hatte von ihren beiden Kindern nur ihren Sohn Wilhelm mitnehmen können, der andere Sohn wurde von Kurt Agricola nach Bethel in die Obhut der Bodelschwinghschen Anstalten gegeben, um ihn so zu schützen. 1955 nach Entlassung aus der Kriegsgefangenschaft heiratete er sofort wieder seine Frau, verstarb aber schon wenige Monate später.

## Schriften
- Der rote Marschall. Tuchatschewskis Aufstieg und Fall. Verlag „Die Wehrmacht“, Berlin 1939.